# Iven Carl Kincheloe mlajši
Iven Carl »Kinch« Kincheloe mlajši, ameriški vojaški pilot in častnik, * 2. julij 1928, Detroit, Michigan, ZDA, † 26. julij 1958, blizu suhega jezera Rosamond, Kalifornija, ZDA.

## Življenje
Kincheloe je končal gimnazijo v Cassopolisu v Michiganu. 
Leta 1949 je diplomiral na Univerzi Purdue s področja strojništva in letalske tehnike. Preko šole za rezervne častnike je začel službovati v Letalskih silah ZDA (USAF). Najprej je bil pilot pripravnik v Perrin AFB v Teksasu. Za pilota se je leta 1950 izšolal v Oporišču Letalskih sil Randolph v Arizoni. Pilot in častnik je postal naslednje leto 1951 v Williams AFB blizu Phoenixa v Arizoni. Želel si je postati preskusni pilot, vendar je tedaj izbruhnila vojna v Koreji in je menil, da bo kot vojaški pilot pridobil več izkušenj. Letalske sile v vojno niso pošiljale mladih pilotov brez nadaljnjih urjenj z bojno opremo. Zato so ga poslali v 62. lovsko prestrezno eskadriljo na letališče O'Hare pri Chicagu kjer se je naučil pilotirati letalo North American F-86 sabre. Iz Edwards AFB v Kaliforniji je prišla zahteva po preskusnem pilotu za to letalo. Izbrali so Kincheloa. Preskusi so bili ustaljeni. Preskusiti je moral novo različico letala F-86E, njegovo oborožitev in novo opremo. Med bivanjem v Edwardsu je spoznal še druge znane preskusne pilote.
Kincheloe je leta 1951 prispel v Korejo kot nadomestni pilot 325. lovsko prestrezne eskadrilje, katere glavna naloga je bilo spremljanje bombnikov B-29 in izvidniških letal RF-80. V tej eskadrilji je poletel šestnajstkrat. Potem so ga dodelili v 25. lovsko eskadriljo v Suwon, ki je uporabljala F-86E. V začetku leta 1952 so ga povišali v stotnika. V letalih F-86 je letel 101. bojni polet, v letalih F-80 pa trideset. Sestrelil je deset sovražnih letal MiG-15 in jih poškodoval enajst.
Leta 1953 je začel službovati v Nellis AFB v Nevadi kot predavatelj v strelski šoli. Tega leta so ga sprejeli v Kraljevo preskusno šolo v Farnboroughu v Angliji, eno najboljših šol za preskusne pilote na svetu. Dva ameriška pilota sta odšla v Anglijo, angleška pilota pa sta odšla v ameriško šolo. Na Univerzi v Oxfordu je opravil magisterij iz letalske tehnike. Med bivanjem v Angliji je spoznal tudi svojo ženo Dorothy.
Leta 1955 se je vrnil v ZDA. Sedaj se mu je uresničila želja, da resnično postane preskusni pilot. Spet se je znašel v Edwards AFB. V začetku je letel na mnogih letalih. 7. septembra 1956 je s preskusnim raketnim letalom Bell X-2 dosegel višinski rekord 38.465 m. Po nesreči drugega preskusnega pilota v programu polkovnika Milburna G. »Mela« Apta so kmalu prenehali preskušati X-2. Kincheloe je zelo pogrešal Apta in tudi malo belo letalo X-2. Družba North American je že izdelala njegovega naslednika X-15, vendar je moral program počakati še tri leta. Kmalu zatem so septembra 1957 izbrali Kincheloa za preskusnega pilota novega programa in njegovo zamenjavo stotnika Boba Whitea, ki je kasneje leta 1962 z X-15 #3 (56-6672) na poletu 62 dosegel tedanji višinski rekord 95.940 m. V tem času je Kincheloe sodeloval pri preskusih breztežnosti in ure in ure presedel v vadbeni kabini letala. 9. junija 1958 je v simuliranem poletu preskusil Littonovo vesoljsko obleko, prvo takšno obleko nasploh. Tedaj je tudi prvič lahko videl skoraj izdelano letalo v katerem se je nameraval »iztreliti s tega sveta«.
Naslednji mesec je vzletel z letalom F-104 v zasledovalnem poletu Lockheedovega pilota Loua Schaika. Ko je prispel skoraj do višine 600 m, je motor nenadoma ugasnil, in letalo je začelo padati. V tem letalu se je moral pilot iztreliti iz kabine nazdol. Njegovo letalo je bilo prenizko, poskušal ga je obrniti, vendar mu to ni uspelo. ZDA so z njegovo smrtjo izgubile enega od svoji najboljših pilotov. Kakšna izguba je bila to, priča izjava uradne osebe Letalskih sil: »moža kot je bil Kincheloe ne moremo kupiti niti za milijon dolarjev.«
Kincheloa mlajšega so pokopali 1. avgusta z vsemi vojaškimi častmi na Narodnem pokopališču Arlington.
Kincheloe je leta 1958 je Kincheloe prejel Haleyjevo nagrado za vesoljske polete zaradi izrednih dosežkov in doprinosov k razvoju astronavtike.
Leta 1958 je Društvo praktičnih preskusnih pilotov  (Society of Experimental Test Pilots) ustanovilo Kincheloevo nagrado s področja preskuševalnega letenja. Nagrado podelijo vsako leto članu društva.
1. 1 2  Find a Grave — 1996.